# Хорьдол-Сарьдаг
Хорьдол-Сарьдаг (монг.  Хорьдол Сарьдагийн нуруу) — девяностокилометровый горный массив в аймаке Хувсгел, Монголия, расположенный между озером Хубсугул и Дархадской котловиной. Хребет охватывает сомоны Рэнчинлхумбэ, Улаан-Уул и Алаг-Эрдэнэ. Самый высокий пик — Дэлгэр-Хан-Ула, высотой 3093 м, видимость с вершины которого достигает 20 км. Две другие известные вершины — Их-Ула высотой 2960 м (видимость до 40 км) и Уран-Душ-Ула высотой 2702 м.
Местные горы и озера богаты фосфоритами. В связи с этим в 1980-е годы проходили обширные геологоразведочные работы по добыче открытым способом. Дороги, построенные в то время, функционируют по всему региону и по сей день. Но из-за политических и экономических изменений в отношениях Монголии и России в начале 1990-х годов эти проекты были отменены. В 1997 году были созданы охраняемые районы, охватывающие 1886 км².